# Вадодара
Вадодара или Барода је град у индијској држави Гуџарат. Има 1,729 милиона становника по процени из 2005. Познат је као културна престолница Гуџарата. 

## Историја
Вадодара се спомиње као Вадападрака у једној повељи из 812. Вођа Марата Пилаџи Геквар је 1721. освојио град, који је пре тога био под могулском влашћу. Геквар је дао град као феуд пешви, номиналном вођи царства Марата. После пораза Марата од Авганистанаца у трећој бици код Панипата 1761. ослабила је власт Марата, па је Геквад махараџа владао Вадодаром све до индијске независности. Британска источноиндијска компанија је интервенисала 1802. кад је власт махараџе била угрожена. Британци су са махараџом склопили споразум, по коме махараџа признаје британски суверенитет, а Британци њему локалну аутономију и независност од царства Марата. Махараџа Сајаџирао је владао од 1875. до 1939. и много је модернизовао Бароду. Увео је обавезно образовање, библиотеку, универзитет. Осим тога у његово доба оснива се текстилна индустрија. Када је Индија постала независна задњи махараџа од Бароде ујединио се са Индијом.

## Становништво
Према незваничним резултатима пописа, у граду је 2011. живело 1.666.703 становника.
| 1991.     | 2001.     | 2011.     |
| --------- | --------- | --------- |
| 1.046.009 | 1.306.227 | 1.666.703 |

## Култура
Вадодара је један од индијских космополитских градова. У Вадодари се налази Музеј махараџе Фатеха Синга и уметничка галерија који имају уметнине из целе Индије и света. Највећи градски фестивал се одржава у октобру, када се проводе многе ноћи на улицама пуним плеса и музике.
Махараџа Сајаџирао универзитет је једини универзитет само на енглеском језику у целом Гуџарату. На универзитету се говори само енглески, али у самом граду највише се говори марати језиком.

## Привреда
Највеће индустрије у Вадодари су петрохемијска индустрија, фармацеутска, производња пластике, машинска и текстилна.
Откриће нафте и гаса у близини Вадодаре допринело је индустријском развоју. Рафинерија Гуџарат је основана 1965. Оснивањем рафинерије долази до наглога индустријскога развоја. Представљала је основну индустрију за многе друге фабрике. У близини рафинерије подигнуте су фабрике вештачких ђубрива и мноштво других фабрика из области хемијске индустрије. Индустријализација Вадодаре привукла је мноштво ситнијих предузетника.